# Nhân chứng
Nhân chứng là người có kiến thức về một vấn đề. Trong luật, một nhân chứng là một người, hoặc tự nguyện hoặc bị ép buộc, cung cấp bằng chứng chứng thực, bằng miệng hoặc bằng văn bản, về những gì anh ta hoặc cô ta biết hoặc tuyên bố là biết.
Một nhân chứng tri giác (hoặc nhân chứng giác quan) là một người có kiến thức thu được thông qua các giác quan của chính mình (ví dụ, nhận thức thị giác, thính giác, khứu giác, xúc giác). Nhận thức đó có thể là với ý thức của con người không được trả lời hoặc với sự trợ giúp của một công cụ, chẳng hạn như kính hiển vi hoặc ống nghe.
Một nhân chứng nghe nói là một người làm chứng về những gì người khác nói hoặc viết. Trong hầu hết các thủ tục tố tụng tại tòa án, có nhiều hạn chế khi chứng cứ nghe nói được chấp nhận. Những hạn chế như vậy không áp dụng cho các cuộc điều tra của bồi thẩm đoàn, nhiều thủ tục tố tụng hành chính và có thể không áp dụng cho các tuyên bố được sử dụng để hỗ trợ lệnh bắt giữ hoặc lệnh khám xét. Ngoài ra một số loại tuyên bố không được coi là nghe qua người khác và không phải chịu những hạn chế như vậy.
Một nhân chứng chuyên gia là một người được cho là có kiến thức chuyên ngành liên quan đến vấn đề quan tâm, kiến thức này có ý nghĩa giúp làm cho ý nghĩa của bằng chứng khác, bao gồm cả lời khai, bằng chứng tài liệu hoặc bằng chứng vật lý (ví dụ, dấu vân tay). Một nhân chứng chuyên gia có thể hoặc không cũng là một nhân chứng lâu năm, như trong một bác sĩ hoặc có thể hoặc không thể điều trị cho nạn nhân của một tai nạn hoặc tội phạm.
Một nhân chứng danh tiếng là một người làm chứng về danh tiếng của một người hoặc tổ chức kinh doanh, khi danh tiếng là vấn đề quan trọng trong tranh chấp. Họ là một người giúp đỡ vì sự tương tác và tính cách của một người mà bị cáo có tội / vô tội
Trong luật, một nhân chứng có thể bị buộc phải cung cấp lời khai trước phiên tòa, trước một bồi thẩm đoàn, trước một tòa án hành chính, trước một nhân viên lắng đọng, hoặc trong một loạt các thủ tục tố tụng pháp lý khác. Trát đòi hầu tòa là một tài liệu pháp lý ra lệnh cho một người phải xuất hiện trong một vụ kiện. Nó được sử dụng để lấy lời khai của một nhân chứng trong một phiên tòa. Thông thường, nó có thể được đưa ra bởi một thẩm phán hoặc bởi luật sư đại diện cho nguyên đơn hoặc bị đơn trong một phiên tòa dân sự hoặc bởi công tố viên hoặc luật sư bào chữa trong một vụ kiện hình sự, hoặc bởi một cơ quan chính phủ. Trong nhiều khu vực pháp lý, bắt buộc phải tuân thủ và với trát đòi hầu tòa và tuyên thệ hoặc khẳng định chắc chắn để làm chứng một cách trung thực, nếu không sẽ bị hình phạt khai man.
Mặc dù không chính thức một nhân chứng bao gồm bất cứ ai nhận thức được sự kiện, nhưng theo luật, một nhân chứng khác với một người cung cấp thông tin. Một người cung cấp thông tin bí mật là người tuyên bố đã chứng kiến một sự kiện hoặc có thông tin tin đồn, nhưng danh tính của họ đang bị giữ lại từ ít nhất một bên (thường là bị đơn hình sự). Thông tin từ người cung cấp thông tin bí mật có thể đã được sử dụng bởi một sĩ quan cảnh sát hoặc quan chức khác đóng vai trò là nhân chứng tin đồn để có được lệnh khám xét.